# 逢瀬町夏出
逢瀬町夏出（おうせまち なついで）は、福島県郡山市の大字である。郵便番号は963-0214。

## 地理
郡山市西部の行政区である逢瀬町に属する。北で熱海町長橋、南で逢瀬町河内とそれぞれ隣接する。概ね市町村制施行以前の安積郡夏出村の流れを汲む地域である。一級水系阿武隈川水系藤田川上流域とその左岸支流である後庵川右岸流域を主な範囲とする。川沿いの谷あいの平地に水田が広がり、東西に横断する福島県道29号長沼喜久田線の屈折部に集落が位置する。域内の大部分を山林が占めているが、西側では大規模な太陽光発電所が造成された。逢瀬町多田野に所在する郡山北警察署逢瀬駐在所、および大槻町に所在する郡山消防署大槻基幹分署がそれぞれ管轄にあたる。

### 主な字
字
- 高関
- 松葉
- 鹿野
- 上家

- 舘下
- 苗代
- 台田林

### 河川・湖沼
一級水系阿武隈川水系
- 藤田川
  - 後庵川

## 歴史
- 1879年1月27日 - 旧二本松藩領夏出村が福島県内における郡区町村制の施行により安積郡の村となる。
- 1889年4月1日 - 町村制の施行により夏出村と河内村の合併により安積郡河内村が発足する。旧夏出村域は河内村の大字となる。
- 1955年4月23日 - 多田野村との合併により逢瀬村が発足し、逢瀬村の大字となる。
- 1965年5月1日 - 逢瀬村が郡山市、安積郡全町村および田村郡田村町と合併し新たな郡山市が設立され、郡山市の大字となる。

## 世帯数と人口
2024年1月1日現在の世帯数と人口は以下の通りである。
| 大字       | 世帯数 | 人口 |
| ---------- | ------ | ---- |
| 逢瀬町夏出 | 29世帯 | 86人 |

## 小・中学校の学区
市立小・中学校に通う場合、学区は以下の通りとなる。
| 番地 | 小学校             | 中学校             |
| ---- | ------------------ | ------------------ |
| 全域 | 郡山市立河内小学校 | 郡山市立逢瀬中学校 |

## 交通

### 道路
- 福島県道29号長沼喜久田線
- 二級市道106号夏出熱海線

## 施設等
- 夏出集会所
- RSAM福島郡山太陽光発電所
- 乙宿祢神社
- 後庵